# Lasioglossum scitulum
Lasioglossum scitulum är en biart som först beskrevs av Smith 1873.  Lasioglossum scitulum ingår i släktet smalbin, och familjen vägbin. Inga underarter finns listade i Catalogue of Life.